# Guschi Hargus
Auguste « Guschi » Hargus (née le 15 novembre 1909 à Lübeck et morte le 2 janvier 1995 dans cette même ville) est une athlète allemande spécialiste du lancer du javelot.
Le 12 juin 1927, à Berlin, Guschi Hargus établit un nouveau record du monde du lancer du javelot avec la marque de 37,575 m, améliorant de plus de dix mètres l'ancienne meilleure marque mondiale établie en 1924 par la Tchécoslovaque Marie Janderová. 
Le 18 août 1928, à Ostrava, elle porte le record du monde à 38,39 m.